# Better the Devil You Know
»Better the Devil You Know« je dance-pop pesem avstralske pevke Kylie Minogue z njenega tretjega glasbenega albuma Rhythm of Love.

## Ozadje
Pesem »Better the Devil You Know« je aprila 1990 izšla kot prvi singl z albuma Rhythm of Love, z videospotom za pesmijo pa se je Kylie Minogue znebila svoje podobe nedolžnega dekleta, ki je nastala zgodaj v njeni karieri.
Spremljevalne vokale pesmi so zapele Kylie Minogue, Mae McKenna, Mike Stock in Miriam Stockley.
Z izidom pesmi »Better the Devil You Know« je Kylie Minogue pričela sama odločati o tem, v kakšni luči se bo predstavila javnosti in marca 1990 se je v glasbeno industrijo vrnila s popolnoma novim izgledom in zvokom.
Pesem »Better the Devil You Know« je debitirala na petem mestu britanske glasbene lestvice, naslednji teden pa je na lestvici že zasedla drugo mesto. S tem je ta singl postal deseti singl Kylie Minogue, ki se je uvrstil na eno od prvih petih mest britanske lestvice, in dvanajsti na kateri koli drugi lestvici.
Pesem »Better the Devil You Know« je zasedla tudi prvo mesto izraelske, četrto avstralske in malezijske, peto finske, enajsto španske ter eno izmed prvih štiridesetih mest belgijske, danske, nemške, nizozemske, hongkonške, švedske in švicarske glasbene lestvice.

## Kasnejša popularnost
Pesem »Better the Devil You Know« vsako soboto ob 12.30 predvajajo v londonskem klubu »G-A-Y«. Pesem mnogo ljudi obravnava kot svojo najljubšo in velja za eno od klasičnih pesmi iz devetdesetih. Leta 1998 je avstralska glasbena založba Mushroom Records pesem ponovno izdala v sklopu praznovanja petindvajsetih let njihovega delovanja. Takrat se je pesem ponovno uvrstila na avstralsko glasbeno lestvico, in sicer na devetinpetdeseto mesto.

## Videospot
Videospot pesmi »Better the Devil You Know« je režiral Paul Goldman, posneli pa so ga v Melbourneu. V videospotu se je Kylie Minogue pokazala v bolj seksualni podobi; zaigrala je v mnogo ljubezenskih prizorih, in sicer skupaj s temnopoltim moškim, ki je igral njenega ljubimca. Ker jo je videospot predstavil v veliko bolj odrasli luči, kot videospoti iz njene zgodnje kariere, je povzročil nekaj kontroverznosti.
Kylie Minogue v videospotu pleše na bolj provokativno koreografijo kot v svojih prejšnjih videospotih. Takrat je hodila s pevcem glasbene skupine INXS, Michaelom Hutchenceom, in v videospotu je nosila enega od njegovih prstanov, na katerem je bil velik srebrn »M«. Naličila jo je njegova mama, Patricia Glassop, kozmetičarka. V videospotu pleše na ples Vogue. Takrat je bil ta ples zelo popularen, saj ga je takrat naredila popularnega Madonna z videospotom za svojo uspešnico »Vogue«. Madonna je ples naredila za popularnega tudi v newyorških podzemnih gejevskih klubih, zato je pesem postala popularna tudi tam. Madonnin vpliv na dela Kylie Minogue se je nadaljeval še naprej. Skupaj z Madonninim dolgoletnim fantom, Stephenom Brayjem, je Kylie Minogue posnela štiri pesmi, ki so postale ene izmed njenih največjih uspešnic v devetdesetih. Madonnina pesem »Vogue« pa ni vplivala le na koreografijo v videospotu, temveč tudi na kostume in prizore v njej - nekatere so takrat precej kritizirali. Videospot naj bi bil prelomna točka v njeni karieri, saj naj bi se tedaj rodila bolj seksualna Kylie, nagnjena k eksperimentiranju.

## Uporaba v filmih in na televiziji
Pesem »Better the Devil You Know« je bila vključena na soundtrackc filma If Looks Could Kill Richarda Grieca. Leta 1990 so jo vključili tudi v avstralsko reklamo za Coca Colo s Kylie Minogue.

## Seznam verzij

### Različica Kylie Minogue
CD s singlom
1. »Better the Devil You Know« – 3:52
2. »Better the Devil You Know« (remix The Mad March Hare) – 7:09
3. »I'm Over Dreaming (Over You)« (remix) – 3:21

Gramofonska plošča s singlom 1
1. »Better the Devil You Know« – 3:52
2. »I'm Over Dreaming (Over You)« (remix) – 3:21

Gramofonska plošča s singlom 2
1. »Better the Devil You Know« (remix The Mad March Hare) – 7:09
2. »I'm Over Dreaming (Over You)« (razširjen remix) – 4:54

iTunesov digitalni EP - Remixi
(Ob izidu ni bil takoj na voljo. Preko iTunesa ga je založba PWL prvič izdala leta 2009.)
1. »Better the Devil You Know« (spremljevalna različica)
2. »Better the Devil You Know« (inštrumentalna različica)
3. »Better the Devil You Know« (alternativni remix)
4. »Better the Devil You Know« (remix Davea Forda)
5. »Better the Devil You Know« (spremljevalna različica Movers & Shakers za gramofonsko ploščo)
6. »Better the Devil You Know« (inštrumentalna različica Movers & Shakers za gramofonsko ploščo)
7. »Better the Devil You Know« (spremljevalna različica Movers & Shakers za gramofonsko ploščo)
8. »Better the Devil You Know« (spremljevalni remix Movers & Shakers za gramofonsko ploščo)
9. »Better the Devil You Know« (inštrumentalna različica Movers & Shakers)
10. »Better the Devil You Know (Movers & Shakers za gramofonsko ploščo)
11. »Better the Devil You Know« (alternativni remix Movers & Shakers za gramofonsko ploščo)
12. »Better the Devil You Know« (stranski alternativni remix Movers & Shakers)
13. »Better the Devil You Know« (alternativni remix Movers & Shakers)
14. »Better the Devil You Know« (remix The Mad March Hare)
15. »Better the Devil You Know« (ameriški remix)

Ostale uradne različice
1. »Better the Devil You Know« (studijska različica s turneje X2008 Tour) – 4:19

### Različica glasbene skupine Steps
1. »Say You'll Be Mine« – 3:32
2. »Better the Devil You Know« – 3:49
3. »Better the Devil You Know« (remix 2T's 2) – 5:53

## Nastopi v živo
Kylie Minogue je s pesmijo »Better the Devil You Know« nastopila na naslednjih koncertnih turnejah:
- Enjoy Yourself Tour (samo na evropskih koncertih)
- Rhythm of Love Tour
- Let's Get to It Tour
- Intimate and Live Tour
- On a Night Like This Tour (različica Big Band)
- KylieFever2002
- Showgirl: The Greatest Hits Tour
- Showgirl: The Homecoming Tour
- KylieX2008 (kot dodatek na avstralskih, južnoafriških in azijskih koncertih)
- For You, For Me Tour
- Aphrodite World Tour

S pesmijo je nastopila tudi na televizijski specijalki An Audience with Kylie (2001; skupaj z Adamom Garcio) in v finalu britanske oddaje The X Factor leta 2007, in sicer v duetu z Leonom Jacksonom.

## Dosežki in certifikacije
| Lestvica (1990)                        | Dosežek |
| -------------------------------------- | ------- |
| Avstralija (ARIA)                      | 4       |
| Avstrija (Ö3 Austria Top 75)           | 27      |
| Francija (SNEP)                        | 13      |
| Nemčija (Media Control Charts)         | 24      |
| Irska (IRMA)                           | 4       |
| Nizozemska (Dutch Top 40)              | 22      |
| Nizozemska (Mega Single Top 100)       | 16      |
| Nova Zelandija (RIANZ)                 | 27      |
| Švedska (Sverigetopplistan)            | 13      |
| Švica (Schweizer Hitparade)            | 21      |
| Združeno kraljestvo (UK Singles Chart) | 2       |

| Leto | Država                              | Dosežek |
| ---- | ----------------------------------- | ------- |
| 1990 | Avstralija (ARIA)                   | 55      |
| 1990 | Velika Britanija (UK Singles Chart) | 38      |

| Država              | Certifikacija |
| ------------------- | ------------- |
| Avstralija          | Zlata         |
| Združeno kraljestvo | Srebrna       |

## Ostale različice
Lastno različico pesmi je leta 1997 posnela avstralska pevka in tekstopiska Penny Flanagan, leta 1999 pa še pop glasbena skupina Steps; njihova različica je zasedla četrto mesto britanske glasbene lestvice skupaj s svojo B-stranjo »Say You'll Be Mine«. Zgodaj leta 2000 je lastno različico pesmi posnela tudi glasbena skupina Atomic Kitten.
Leta 2009 je lastno verzijo pesmi posnela evropska pop glasbena skupina Village Boys.
Leta 2010 je svojo verzijo pesmi zapela Miss Fitz na britanskem izboru za nastop na Pesmi Evrovizije. S to pesmijo je že leto prej nastopila na britanskem X Factorju, vendar se ni uvrstila naprej.

## Nastop naX Factorju
15. decembra 2007 je Kylie Minogue s pesmijo nastopila v finalu oddaje X Factor s tekmovalcem Leonom Jacksonom. Leon Jackson, katerega mentorica je bila sestra Kylie Minogue, Dannii, je v oddaji zmagal in podpisal 1 milijon £ vredno pogodbo.